# Bolzer See
Der Bolzer See in Mecklenburg-Vorpommern liegt südlich von Bolz (Gemeinde Mustin) im Landkreis Ludwigslust-Parchim in Westmecklenburg in einem Endmoränenzug. Er hat eine Länge von rund 1,5 Kilometern, eine Breite von 0,8 km und eine durchschnittliche Tiefe von 6,5 Metern. Der See wird durch eine Halbinsel in einen West- und einem Ostteil geteilt und im Westteil liegt eine größere bewaldete Insel. Die Ufer des Sees werden von einem durchgängigen Schilfrohrgürtel gesäumt und bestehen überwiegend aus bewaldeten Steilhängen, denen sich landwirtschaftliche Flächen anschließen. Im Westen begrenzt ein Schwarzerlenbruchwald den See.
Der gesamte See einschließlich der Uferregion ist seit 1967 als Naturschutzgebiet Bolzer See ausgewiesen, da sich bis 2012 auf einer im Westabschnitt gelegenen Insel eine Kormoran- und Graureiherkolonie befand. Der Brutbestand der Kormorane umfasste damals 294 Paare. Der Kormoranbericht MV 2013 stellt fest, dass diese Kolonie, die zu ihrer stärksten Zeit ca. 800 BP beherbergte, mittlerweile erloschen ist. Diese Kormoran-Kolonie bestand bereits seit 1964 und war damit die älteste im Binnenland von Mecklenburg-Vorpommern.
Es wird davon ausgegangen, dass die Tiere auf den 21 Kilometer entfernten Krakower Obersee umgezogen sind, auf dem zeitgleich mit den sukzessiven Verschwinden der Kormorane vom Bolzer See eine vergleichbar große Kolonie entstanden ist. Ein Grund für den vermutlichen Umzug ist nicht bekannt.
Der Bolzer See gehört zu einem FFH-Gebiet und liegt im Naturpark Sternberger Seenland.